# 龙山镇 (南靖县)
龙山镇是中国福建省漳州市南靖县下辖的一个镇。九龙江两条支流经境内。龙山镇是闽西南交通要道和农副产品重要集散地。麻竹种植5.6万亩，有“麻竹之乡”之称。

## 历史沿革
- 建国初期为区级建制，后改为乡。
- 1958年置龙山公社。
- 1984年改乡。
- 1989年改镇。

## 行政区划
龙山镇共辖2个社区、23个行政村，分别是：
龙丰社区、马山社区、竹溪村、金溪村、金杉村、龙山村、东爱村、涌口村、涌北村、西山村、梧营村、宝斗村、圩埔村、南蔗村、南坪村、蓬莱村、棠溪村、平重村、太保村、双明村、上苑村、海仔村、坪埔村、奎山村和锦山村。

## 交通
- 龙厦铁路，龙山镇站。是福建省首个以镇命名的车站。
- 319国道319国道过境， 厦蓉高速漳龙高速公路经过。